# Sztukmistrz z Lublina
Sztukmistrz z Lublina (jid. ‏דער קונצנמאַכער פֿון לובלין‎ Der kuncnmacher fun Lublin) – powieść autorstwa noblisty Isaaca Bashevis Singera wydana po raz pierwszy w 1960 roku, napisana w języku jidysz i przetłumaczona na inne języki.
Losy tytułowego sztukmistrza Jaszy Mazura zostały w roku 1979 zekranizowane przez Menahema Golana w dramacie pod tym samym tytułem.

## Fabuła
Sztukmistrz z Lublina opowiada o obyczajowym i religijnym kodeksie tradycji, o wierze i rytuałach żydowskich, o obyczajach, jakie stanowią o przynależności kulturowej. Akcja powieści dzieje się głównie w Warszawie i częściowo w Lublinie w połowie lat 1880.

## SpektakleSztukmistrza z Lublina
Duże znaczenie dla styku kultur żydowskiej i polskiej mają spektakle Sztukmistrza z Lublina zrealizowane w teatrach przez Jana Szurmieja.
Pierwszą inscenizację zrealizował w Teatrze Współczesnym we Wrocławiu. Premiera odbyła się w dniu 12 grudnia 1986 roku. Adaptację powieści Singera dla potrzeb teatru, dokonaną przez Jana Szurmieja i Michała Komara, wzbogaciła muzyka Zygmunta Koniecznego oraz songi, do których teksty napisała Agnieszka Osiecka. Główną rolę w spektaklu zagrał Maciej Tomaszewski, który za kreację Jaszy otrzymał Nagrodę im. Stanisława Wyspiańskiego.
Osiemnaście lat później Jan Szurmiej wrócił do spektaklu i reżyserował Sztukmistrza z Lublina w Teatrze Rampa w Warszawie.
Według Jana Szurmieja jest to spektakl magiczny, metafizyczny, którego główny bohater Jasza, jak demiurg, wyzwala umarły świat po to, by raz jeszcze przeżyć życie.